# Wereldkampioenschappen tafeltennis 2012
Het wereldkampioenschap tafeltennis 2012 voor landenteams werd van 25 maart tot 1 april 2012 gehouden in de Westfalenhallen te Dortmund, Duitsland. Het is de eenenvijftigste editie van dit kampioenschap. Bij de mannen begon China aan het toernooi als titelverdediger. Bij de vrouwen was dat Singapore.

## Uitslagen
| Categorie           | Goud                                                  | Zilver                                                                           | Brons |
| ------------------- | ----------------------------------------------------- | -------------------------------------------------------------------------------- | --- |
| Mannenteam Details  | China Ma Lin Ma Long Wang Hao Xu Xin Zhang Jike       | Duitsland Timo Boll Dimitrij Ovtcharov Patrick Baum Bastian Steger Christian Süß | Zuid-Korea Joo Se-hyuk Ryu Seung-min Oh Sang-eun Kim Min-seok Jeong Young-sik Japan Jun Mizutani Seiya Kishikawa Koki Niwa Kenji Matsudaira Maharu Yoshimura |
| Vrouwenteam Details | China Ding Ning Guo Yan Guo Yue Li Xiaoxia Liu Shiwen | Singapore Feng Tianwei Wang Yuegu Li Jiawei Sun Bei Bei Yu Mengyu                | Hongkong Tie Yana Jiang Huajun Lee Ho Ching Ng Wing Nam Yu Kwok See Zuid-Korea Kim Kyung-ah Dang Ye-seo Seok Ha-jung Yang Ha-eun Park Mi-young               |